# Дальнее (Полесский район)
Дальнее (нем. Bittkallen, Bitterfelde) — посёлок в Полесском районе Калининградской области. Является центром Залесовского сельского поселения.

## Население
| 2002 | 2010 |
| ---- | ---- |
| 325  | ↗335 |

## История
Населенный пункт Битткаллен в 1946 году был переименован в поселок Дальнее.